# Sergnano
Sergnano (früher Serniano) ist eine norditalienische Gemeinde (comune) mit 3465 Einwohnern (Stand 31. Dezember 2023) in der Provinz Cremona in der Lombardei. Die Gemeinde liegt etwa 41 Kilometer nordnordwestlich von Cremona am Serio. Sergnano ist Teil des Parco del Serio und grenzt unmittelbar an die Provinz Bergamo.

## Verkehr
Durch die Gemeinde führt die frühere Strada statale 591 Cremasca (heute eine Provinzstraße) von Bergamo nach Codogno.

## Söhne und Töchter
- Francesco Manenti (* 1951), katholischer Geistlicher, Bischof von Senigallia